# Hendrik Veder Group
De Hendrik Veder Group is een Nederlands bedrijf dat gespecialiseerd is in staalkabels en synthetische touwen voor met name de maritieme en offshore-industrie. Het bedrijf is een groothandel, verhuurder en producent van kabels en touwen, en levert daarnaast diensten rond het gebruik ervan. Het hoofdkantoor staat in Rotterdam en er zijn vestigingen in meerdere Europese landen.

## Geschiedenis

### Rotterdams familiebedrijf
Stichter en naamgever van het bedrijf is Hendrik Veder (1804-1869), een telg uit de reders- en koopmansfamilie Veder. Hendrik Veder was onder meer lid van het in 1857 opgerichte, eerste bestuur van Diergaarde Blijdorp. In 1858 stapte zijn zoon Jan in de zaak. Hendrik en Jan Veder (1833-1872) richtten een vennootschap op, onder de naam Firma Hendrik Veder. Het bedrijf zou alle zaken uitoefenen die betrekking hebben tot zeilmakerij, rederij en koophandel, die voor de overeenkomst door Hendrik "voor bijzondere rekening" werden bedreven.
Na het overlijden van Hendrik senior, nam zijn zoon Hendrik junior (1841-1894), de broer van Jan, seniors plaats in de directie over. In zijn vrije tijd was Hendrik junior schilder van zee- en strandgezichten. Hij bouwde een belangrijke kunstverzameling op, die na zijn overlijden werd geveild. Hij liet duizenden guldens na aan goede doelen. De Roei- en Zeilvereniging "de Maas" kreeg een boot, 'het bekende centreboard "Hollandia" dat reeds zoo menigen prijs met haren flinken schipper Jan de Ruiter behaald heeft'.
In 1912 stapte opnieuw een Hendrik Veder in het bedrijf. Het was Hendrik (1889-1939), zoon van Cornelis Jan en kleinzoon van Jan Veder.

### Fabriek en detailhandel in de Koushaven

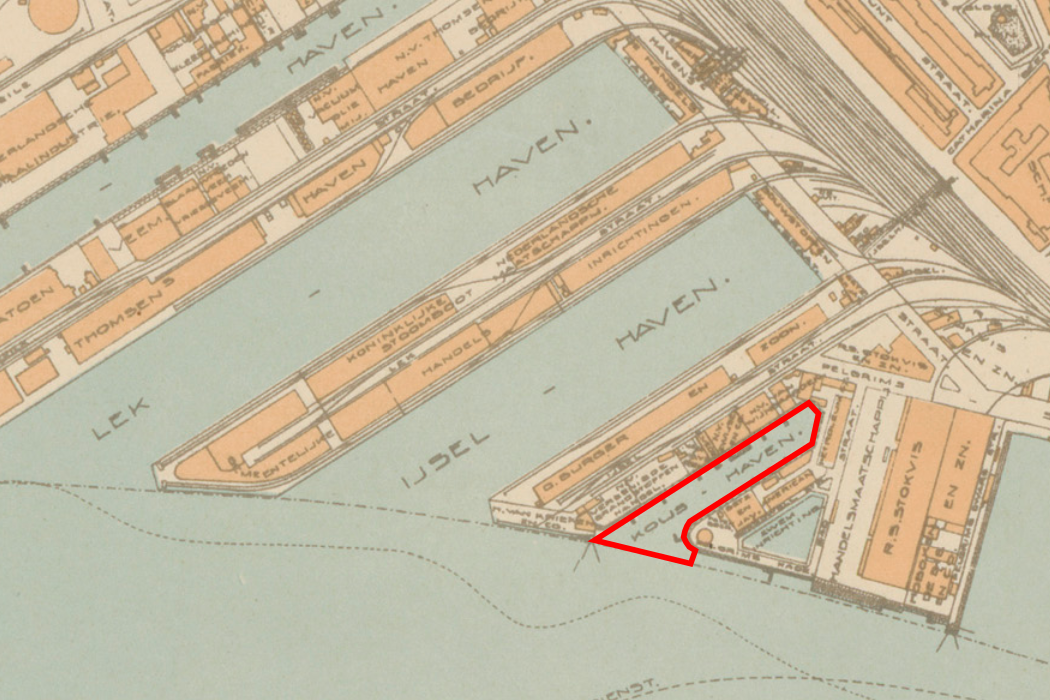
Locatie IJselstraat 10, het smalle perceel boven de H van de rood-omrande Kous-Haven

Het bedrijf was in de twintigste eeuw, lange tijd gevestigd op de IJselstraat 10, in het Vierhavensgebied in Rotterdam. De noordzijde en voorkant van het pand lag aan de IJselstraat. Een aftakking van de havenspoorlijn Rotterdam West lag voor de deur. De achterkant aan de zuidzijde had een steiger met laagbouw, in de in 1912 gegraven Koushaven. Het pakhuis had drie verdiepingen met aan de achterzijde een hijsbalk boven verdiepingshoge dubbele deuren. Aan de oostzijde stond de loods van de NV Handelsmaatschappij Zwijssen & Co, een groothandel in ijzer, staal en ijzerwaren.
Hendrik Veder maakte en/of verhandelde in de jaren 1910 met name dekkleeden, tenten en zeilen; scheepsbenodigdheden; touw; touwwerk en garens, en ijzerwaren. Het aanbod werd later uitgebouwd met de levering van staaldraden en bedrukte vlaggen. Na de Tweede Wereldoorlog verbreedde het bedrijf haar productaanbod en startte met de fabricage van reddingspakken en reddingsvesten.

### Internationale groep bedrijven
In oktober 2011 werd Hendrik Veder overgenomen door het Amsterdamse private equity-bedrijf Active Capital Company (ACC), dat in 2009 werd opgericht door Albert Hartog en Dick Zeldenthuis. Het bedrijf richt zich op het midden- en kleinbedrijf en de oude economie. Dit zijn bedrijven die niet veel zijn veranderd, ondanks de vooruitgang van de techniek, zoals bedrijven in de staal- en maakindustrie.
In september 2012 ontstond de Hendrik Veder Group (HVG), na de overname van RopeQuip, een van Henk Veders staalleveranciers, en European Rope Services, de grootste concurrent. Zo ontstond een bedrijf met 110 werknemers en een jaaromzet van zo'n 60 miljoen euro.
In 2019 werd Egbert Vennik algemeen directeur van HVG. Hij werkte eerder als directeur van afval en recyclingbedrijven Van Gansewinkel en Van Scherpenzeel. Met een circulaire strategie boekte HVG, en veel milieuwinst, en een flinke omzetstijging. Door hergebruik van staalkabels werden de kosten van de kabels veel lager en kreeg HVG meer opdrachten. In 2021 groeide het bedrijf met meer dan 30%.
In 2025 fuseerde de Hendrik Veder Group met Dutch Steel Fabricators. Twee van de staalconstructie-bedrijven, Breda Constructie en Gouda Constructie, gaan met HVG samenwerken.

### Touwfabriek G. van der Lee
In april 2013 nam HVG het oudste familiebedrijf van Nederland over: de Touwfabriek G. van der Lee. Het bedrijf werd opgericht in 1545 en tot 1983 door de familie geleid. Daarna bleven familieleden als commissaris betrokken. Van der Lee leverde touwen aan de visserij, de walvisvaart en schepen van de Vereenigde Oostindische Compagnie. In 1880 werd een stoommachine in gebruik genomen en tijdens de Tweede Wereldoorlog stapte men over op elektriciteit. De laatste drie jaar voor de overname leed het bedrijf verlies. Na de overname bleef de naam van de touwfabriek behouden. Ook de elf medewerkers bleven aan het werk.